# Borgby (Sibbo)
Borgby (finska: Linnanpelto) är en tätort i Sibbo kommun i landskapet Nyland i Finland. Vid tätortsavgränsningen den 31 december 2021 hade Borgby 319 invånare och omfattade en landareal av 2,74 kvadratkilometer.